# 卡韦松德皮苏埃尔加
卡韦松德皮苏埃尔加，是西班牙卡斯蒂利亚-莱昂巴利亚多利德省的一个市镇。总面积45平方公里，总人口1968人（2001年），人口密度44人/平方公里。